# H-jern
Et H-jern eller et I-jern er en jern- eller stålprofil, der består af et fladt stykke, hvor der på begge langsider er et tilsvarende bredt stykke påstøbt i 90 graders vinkel, således at elementet fra enden ligner et H eller I alt efter om det står eller ligger.
Konstruktionen giver en meget stor styrke og stivhed i forhold til materialeforbruget, da de to metalretninger gensidigt modvirker bøjning af de tværgående dele.[kilde mangler]
H-jern bruges både i byggeri af huse og transportenheder til lands, til vands og i luften.